# ガンマナイフ

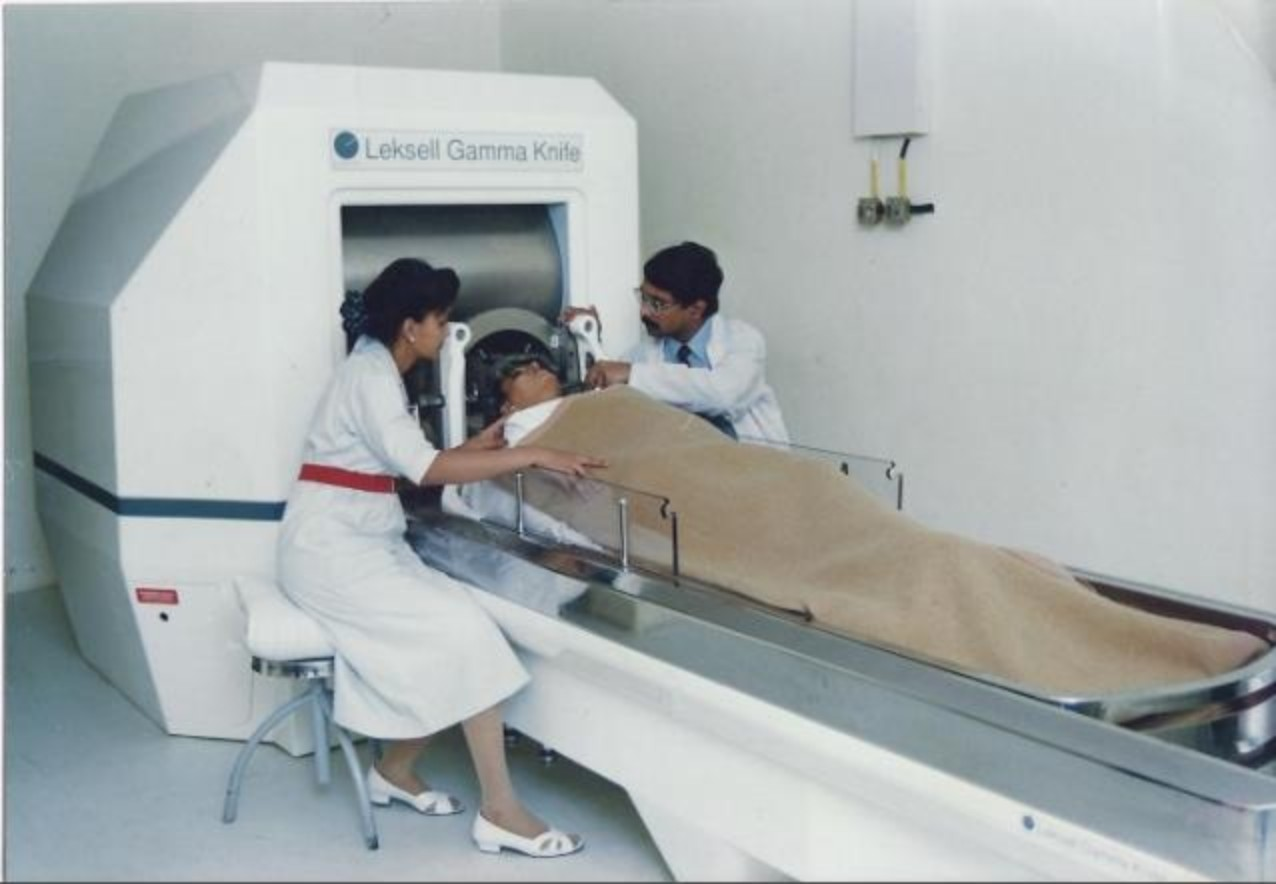
ガンマナイフ

ガンマナイフとは定位放射線治療を行う放射線照射装置の一つである。脳腫瘍、脳血管の奇形（特に脳動静脈瘻）などの治療に使われる。
この装置の特徴は201個または192個のコバルト60の線源をヘルメットのような形状に並べ、これらの線源を精密にコントロールし、病変部にピンポイントでガンマ線を集中照射（精度は0.2 - 0.5ミリメートルくらい）することにある。個々の線源からのガンマ線は細く弱いが、それぞれを病変部分に向け照射するので、病変部に対しては大きな線量となり、効果を上げることができる。病変部分以外については、細く弱いガンマ線が貫通するだけであるので、副作用は最小限に抑えられる。
ガンマナイフ以外の定位照射装置として、汎用放射線治療機であるリニアックの照射口に「コーン」と呼ばれる円筒形の遮蔽器具を装着することで微細ビームを作り、多門もしくは回転照射を行う方法「リニアックナイフ」がある。線量の集中性・精度はガンマナイフとほぼ同等である。さらに、ガンマナイフやリニアックナイフで対応が困難であった、不正形腫瘍の形状に対応するため数ミリメートル幅のマイクロマルチリーフで回転運動原体照射や強度変調放射線治療 (IMRT) を行う装置も実地診療で導入されている。
健康保険が適用できる。定位照射の診療報酬点数は他の放射線治療点数（平均1回1200点、1万2000円）に比べ、きわめて高額な5万点（50万円）である。高額療養費制度の申請を行なえば、後日1ヶ月の限度額以上の自己負担額は返還される。

## 治療対象疾患
脳血管障害脳動静脈奇形
脳腫瘍転移性脳腫瘍・聴神経腫瘍・髄膜腫・下垂体腺腫・頭蓋咽頭腫・血管芽細胞腫・脊索腫　など
その他三叉神経痛　眼窩内疾患　など
なお、2015年3月ガンマナイフは、「薬物療法による疼痛管理が困難な三叉神経痛治療」に対する適応追加の承認を厚生労働省より取得した。
この承認を受け、ガンマナイフの使用目的、効能・効果は以下のようになった。
使用目的、効能・効果
下記の脳内疾患及び機能性脳疾患におけるガンマ線照射による非切開手術に使用することを目的とする。
1. 脳血管障害 例えば脳動静脈奇形など
2. 脳腫瘍 例えば聴神経腫瘍、下垂体腺腫、頭蓋咽頭腫、松果体腫瘍、髄膜腫など
3. 薬物療法による疼痛管理が困難な三叉神経痛